# Pinchface
Michael Hakopian, mera känd som Pinchface är en trummis som medverkat i Deli Creeps, Giant Robot II och Cornbugs. Han har också medverkat på många av Buckethead album, som till exempel Population Override och Giant Robot (spår I Come In Peace och Star Wars). Han har också framträtt vid flera tillfällen i Bucketheads Binge Clip Videos. År 2006 turnerade han genom USA med Buckethead och Delray Brewer.

## Diskografi

### MedDeli Creeps
- Demo Tape - 1991
- Demo Tape - 1996
- Dawn of the Deli Creeps - 2005

### MedBuckethead
- Giant Robot - 1994
- Population Override - 2004

### MedGorgone
- Gorgone - 2005

### MedCornbugs
- Spot the Psycho - 1999
- How Now Brown Cow - 2001
- Brain Circus - 2004
- Donkey Town - 2004

## Musikvideo
- Young Buckethead Vol. 1 - 2006
- Young Buckethead Vol. 2 - 2006